# Kyiv International School
Die Kyiv International School (KIS, ukrainisch Київська міжнародна школа) ist eine private und internationale Schule in Kiew, Ukraine für alle Klassenstufen in Englischer Sprache, von Vorschule bis Stufe 12, mit Zulassung der ukrainischen Regierung, Internationalem Abitur sowie Kursen auf Hochschul-Niveau. Sie wurde 1992 gegründet und ist Mitglied der Quality Schools International (QSI), einem Konsortium gemeinnütziger Gymnasien mit internationalem Curriculum, und dadurch auch der CEESA.
Das Schuljahr beginnt im August und endet im Juni, die durchschnittliche Anzahl der Schüler pro Klasse ist 16. Offizielle Farben der Schule sind rot und grau, das Maskottchen heißt Kosak.
Nach dem Überfall auf die Ukraine wurde in der KIS für ein Jahr Online-Unterricht durchgeführt, bis im Februar 2023 der Campus teilweise wieder geöffnet wurde. Seit August 2023 erfolgt der Unterricht wieder vollständig in Präsenz.

## Räumlichkeiten
Die KIS liegt inmitten einer eigenen Parkanlage, die gänzlich eigen für die Schule errichtet wurde. Zu den Räumlichkeiten gehören ein Lernzentrum, eine Kantine, ein Hörsaal, ein Schwimmbad, ein Fitnessstudio mit Kletterwand, diverse Spiel- und Sportplätze, sowie Kunst-, Musik- und Techniklabore. Das Gelände wird rund um die Uhr überwacht.

## Lehrplan
Die Unterrichtssprache ist Englisch, neben Ukrainisch werden Fremdsprachenkurse für Deutsch, Französisch und Spanisch angeboten. Schulfächer sind u. a.:
- Biologie
- Wirtschaft
- Film
- Geschichte
- Physik

Das Curriculum ist von der Middle States Association of Colleges and Schools anerkannt. Angestrebter Schulabschluss ist das IB Diploma Programme, eine international anerkannte Hochschulreife.

## Alumni
Absolventen der Schule wurden in Top-Universitäten weltweit aufgenommen, darunter:
- Harvard-Universität
- Yale-Universität
- New York University
- Stanford-Universität